# Tiburcio Montiel

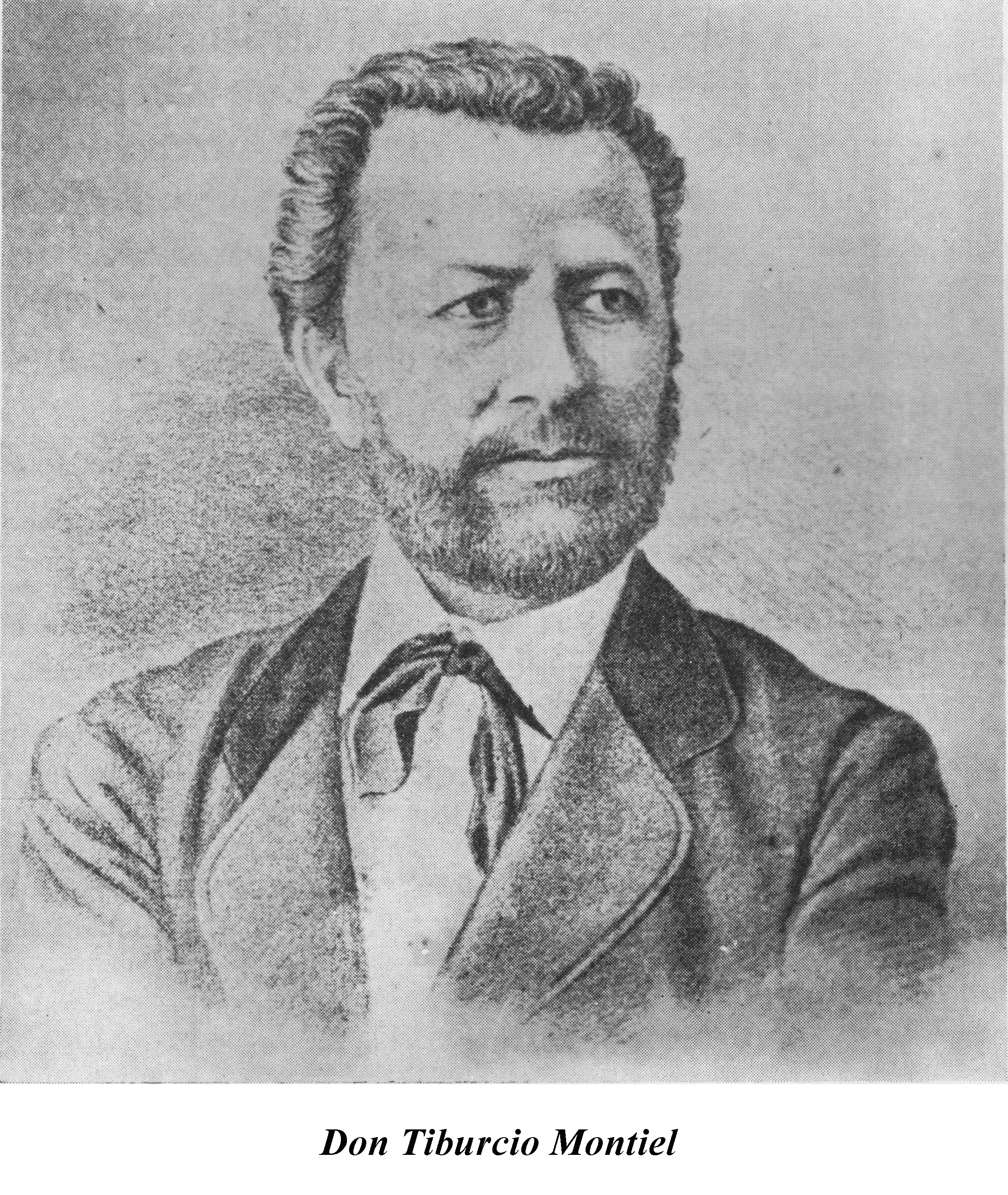

Tiburcio Montiel Domínguez (Oaxaca, 1830 - México, D.F., 30 de noviembre de 1885) fue un general y abogado mexicano.

## Biografía
Cursó los estudios necesarios para obtener el título de abogado. Tomó parte en las guerras de la Intervención estadounidense (1846-1848), francesa (1862-1866) y de Reforma (1857-1861). Fue Juez de lo Civil, Magistrado del Tribunal Superior de Justicia, y en 1863 había representado en el Congreso General al círculo electoral de Teotitlán del Camino, Oaxaca. Fue Gobernador del Distrito Federal de 1871 a 1873 y llevó a cabo el cumplimiento estricto de las Leyes de Reforma durante su gobierno, particularmente las referentes a las congregaciones religiosas. Durante su mandato se llevaron a cabo los funerales de Benito Juárez García en 1872. En 1873 Montiel hizo por primera vez en el Distrito Federal una Memoria de las actividades realizadas por su gobierno.
Fue ascendido a general de brigada el 18 de mayo de 1876. Formó parte de los generales que inicialmente se aliaron en 1876 con el general Porfirio Díaz en el Plan de Tuxtepec para evitar la continuación del interinato del presidente de Sebastián Lerdo de Tejada. Sin embargo, generales como Miguel Negrete, Tiburcio Montiel y Alberto Santa Fe se vieron defraudados por la política de Díaz una vez que éste asumió el poder. En 1878 Manuel Serdán (padre de los hermanos Serdán de Puebla), Alberto Santa Fe y Tiburcio Montiel fundaron el Partido Socialista Mexicano y los semanarios La Reforma Social y Bandera Negra. Fue fundador de la Liga Agraria de la República Mexicana en 1880. Se le reconoce como uno de los precursores de las ideas anarquistas en México. En 1880 el licenciado Montiel fue desterrado por el presidente Manuel González al territorio de la Baja California, donde donde actuó como jefe político interino y participó en la elaboración de documentos precursores de la Constitución del futuro Estado de la Baja California.
El 21 de octubre de 1883, con motivo del "Motín Popular del Níquel" que estalló contra el presidente Manuel González, fue reducido a prisión en unión de los generales Vicente Riva Palacio y Aureliano Rivera, así como del general José Cossío Pontones, siendo puestos los tres en libertad meses después.
Murió en México, D. F., el 30 de noviembre de 1885.